# Цаугг, Ханс-Петер
Ханс-Петер Цаугг (нем. Hans Peter Zaugg; 2 декабря 1952) — швейцарский футболист и тренер.

## Карьера в клубах
Рано закончив карьеру футболиста, Ханс-Петер Цаугг успел к 40 годам поработать в четырёх любительских клубах Швейцарии и был приглашен в сборную Швейцарии на должность ассистента. За 7 лет, с 1992 по 1999 год, он числился в штабе Роя Ходжсона, Артура Жорже, Ральфа Фрингера и Жильбера Гресса. В октябре 1999 года после увольнения Гресса принял на себя должность исполняющего обязанности главного тренера Nati.
Затем работал в именитых швейцарских клубах «Грассхоппер» (Чемпион Швейцарии, обладатель Кубка Часов), «Янг Бойз» (Кубок Часов) и «Люцерн», полгода тренировал южноафриканский «Джомо Космос», а до назначения в сборную Лихтенштейна был спортивным директором родного «Ксамакса».

## Тренер сборной Лихтенштейна
В 2007 году Ханс-Петер сменил Мартина Андерматта на посту главного тренера сборной Лихтенштейна. Под его руководством сборная одержала 5 побед и отстояла 6 ничьих в 43 матчах.
29 октября 2012 года контракт с Цауггом был разорван досрочно. И. о. тренера сборной назначен австриец Рене Паурич, работавший с 2008 года с молодежными командами княжества.